# Терін Ешлі
Терін Ешлі (англ. Teryn Ashley; нар. 12 грудня 1978) — колишня американська тенісистка.
Найвищу одиночну позицію світового рейтингу — 95 місце досягла 5 липня 2004, парну — 59 місце — 27 жовтня 2003 року.
Здобула 4 одиночні та 1 парний титул.
Найвищим досягненням на турнірах Великого шолома було 2 коло в одиночному та парному розрядах.
Завершила кар'єру 2006 року.

## Фінали турнірів WTA

### Парний розряд:1 перемога
| Дата     | Турнір                     | Tier    | Покриття | Партнер       | Опоненти                  | Рахунок       |
| Січ 2003 | ASB Classic, Нова Зеландія | Tier IV | Тверде   | Абігейл Спірс | Кара Блек Олена Лиховцева | 6–2, 2–6, 6–0 |

## Титули ITF
| Турніри $100,000 |
| Турніри $75,000  |
| Турніри $50,000  |
| Турніри $25,000  |
| Турніри $10,000  |

### Одиночний розряд (4–3)
| Результат | Ранг | Дата             | Турнір                | Покриття   | Суперниця         | Рахунок             |
| --------- | ---- | ---------------- | --------------------- | ---------- | ----------------- | ------------------- |
| Перемога  | 1.   | 27 травня 2001   | ITF Ель-Пасо, США     | Тверде     | Елісон Неш        | 6–1, 6–1            |
| Перемога  | 2.   | 1 липня 2001     | ITF Лашін, Канада     | Тверде     | Даяна Сребровіч   | 2–6, 6–4, 6–0       |
| Поразка   | 1.   | 31 березня 2002  | ITF Лоренсвілл, США   | Тверде     | Морін Дрейк       | 3–6, 4–6            |
| Поразка   | 2.   | 14 липня 2002    | ITF Колледж-Парк, США | Тверде     | Сара Тейлор       | 6–7(3), 6–3, 6–7(3) |
| Поразка   | 3.   | 23 лютого 2003   | ITF Колумбус, США     | Тверде (i) | Міхаела Паштікова | 6–3, 5–7, 5–7       |
| Перемога  | 3.   | 21 вересня 2003  | ITF Колумбус, США     | Тверде     | Тара Снайдер      | 6–3, 6–1            |
| Перемога  | 4.   | 9 листопада 2003 | ITF Піттсбург, США    | Тверде     | Мейлен Ту         | 1–6, 6–3, 6–3       |

### Парний розряд (12–8)
| Результат | Ранг | Дата              | Турнір                | Покриття | Партнерка         | Суперниці                             | Рахунок             |
| --------- | ---- | ----------------- | --------------------- | -------- | ----------------- | ------------------------------------- | ------------------- |
| Перемога  | 1.   | 3 червня 2001     | ITF Лейк-Озарк, США   | Тверде   | Клер Каррен       | Елісон Неш Ендрія Нейтан              | 7–5, 6–1            |
| Перемога  | 2.   | 24 лютого 2002    | ITF Колумбус, США     | Тверде   | Крістен Шлукебір  | Марія Головизніна Євгенія Куликовська | 4–6, 6–4, 6–2       |
| Поразка   | 1.   | 31 березня 2002   | Лоренсвілл, США       | Тверде   | Крістен Шлукебір  | Морігамі Акіко Обата Саорі            | 5–7, 6–7(2)         |
| Поразка   | 2.   | 19 травня 2002    | Шарлотсвілл, США      | Ґрунт    | Крістен Шлукебір  | Еріка Делоун Джессіка Стек            | 2–6, 6–2, 5–7       |
| Перемога  | 3.   | 7 липня 2002      | ITF Лос-Гатос, США    | Тверде   | Ванесса Вебб      | Такемура Рьоко Йосіда Юка             | 6–3, 6–4            |
| Поразка   | 3.   | 14 липня 2002     | ITF Колледж-Парк, США | Тверде   | Дженніфер Расселл | Саекі Міхо Йосіда Юка                 | 5–7, 1–6            |
| Поразка   | 4.   | 22 вересня 2002   | ITF Колумбус, США     | Тверде   | Ешлі Гарклроуд    | Ліза Макші Ірина Селютіна             | w/o                 |
| Поразка   | 5.   | 27 жовтня 2002    | Фриско, США           | Тверде   | Абігейл Спірс     | Нана Міяґі Брі Ріппнер                | 6–4, 4–6, 1–6       |
| Перемога  | 4.   | 9 лютого 2003     | ITF Мідленд, США      | Тверде   | Абігейл Спірс     | Бетані Маттек-Сендс Шенай Перрі       | 6–1, 4–6, 6–4       |
| Поразка   | 6.   | 2 березня 2003    | Сент-Пол, США         | Тверде   | Абігейл Спірс     | Лі Тін Сунь Тяньтянь                  | 3–6, 1–6            |
| Перемога  | 5.   | 20 квітня 2003    | ITF Джексон, США      | Ґрунт    | Абігейл Спірс     | Ліза Макші Крістіна Вілер             | 6–1, 6–3            |
| Поразка   | 7.   | 2 серпня 2003     | ITF Луїсвілл, США     | Тверде   | Шенай Перрі       | Джулія Дітті Ліза Макші               | 6–7(4), 7–6(6), 3–6 |
| Перемога  | 6.   | 21 вересня 2003   | ITF Колумбус, США     | Тверде   | Еллісон Бейкер    | Марія Емілія Салерні Андрея Ванк      | 6–3, 6–7(4), 6–2    |
| Перемога  | 7.   | 16 листопада 2003 | ITF Юджин, США        | Тверде   | Шенай Перрі       | Аліна Жидкова Тетяна Пучек            | 3–6, 6–2, 6–4       |
| Перемога  | 8.   | 3 жовтня 2004     | ITF Трой, США         | Тверде   | Лора Гренвілл     | Бетані Маттек Шенай Перрі             | 2–6, 3–0 ret.       |
| Перемога  | 9.   | 14 листопада 2004 | ITF Піттсбург, США    | Тверде   | Лора Гренвілл     | Ельс Калленс Саманта Стосур           | 2–6, 6–3, 6–4       |
| Перемога  | 10.  | 3 липня 2005      | ITF Лос-Гатос, США    | Тверде   | Карлі Галліксон   | Ліндсей Лі-Вотерс Кейсі Смеші         | 6–4, 4–6, 6–1       |
| Поразка   | 8.   | 17 липня 2005     | ITF Луїсвілл, США     | Тверде   | Джулія Дітті      | Наталія Демиденко Анда Перяну         | 5–7, 6–2, 4–6       |
| Перемога  | 11.  | 2 жовтня 2005     | ITF Ешленд, США       | Тверде   | Емі Фрейзер       | Марія Фернанда Алвеш Аша Ролле        | 6–1, 6–4            |
| Перемога  | 12.  | 13 листопада 2005 | ITF Піттсбург, США    | Тверде   | Карлі Галліксон   | Ешлі Гарклроуд Бетані Маттек          | 6–1, 6–0            |